# Xystriduridae
A Xystriduridae a háromkaréjú ősrákok (Trilobita) osztályának a Redlichiida rendjébe, ezen belül a Redlichiina alrendjébe tartozó család.

## Rendszerezés
A családba az alábbi nemek tartoznak:
- Galahetes
- Inosacotes
- Polydinotes
- Xystridura